# Revyernes Revy
Revyernes Revy er en dansk kulturbegivenhed hvor kulturpriser inden for revy uddeles.
Begivenheden arrangeres af Skuespillerforeningen af 1879.
Ved Revyernes Revy uddeles de årlige revypriser Årets Dirch (Årets Revykunstner), Årets Revy, Årets Revyforfatter, Årets Revykomponist, Revyprisen og Årets Æreskunstner.

## Prisuddeling
Prisuddelingen er foregået siden 1979. I de første år var priserne Årets Revykunstner (Årets Dirch), Årets revyforfatter og Årets komponist. I 1986 blev prisen Årets æreskunstner introduceret. I 2005 blev prisen for Årets Revy tilføjet og i 2010 fulgte Revyprisen og herefter Årets Talentpris i 2014.
Sammen med priserne er der medfulgt et pengebeløb, der var på 5000 kr. frem til 2003, med undtagelse af Årets Dirch, der bestod af 10.000 kr. Fra 2004-2016 fulgte der 10.000 kr. med alle priser. I 2017 fik  Årets revyforfatter og Årets komponist 20.000 kr. mens resten fik 10.000, og siden 2018 er der fulgt 20.000 kr. med alle priserne.
| År   | Årets Revykunstner (Årets Dirch) | Årets revyforfatter              | Årets komponist                  | Årets æreskunstner                           | Årets Revy                       | Revyprisen                       | Årets Talentpris                 |
| ---- | -------------------------------- | -------------------------------- | -------------------------------- | -------------------------------------------- | -------------------------------- | -------------------------------- | -------------------------------- |
| 1979 | Tommy Kenter                     | Ida og Bent From                 | Torben Kjær                      | -                                            | -                                | -                                | -                                |
| 1980 | Jan Schou                        | Dan Christophersen               | Aage Stentoft                    | -                                            | -                                | -                                | -                                |
| 1981 | Lisbet Dahl                      | Henrik H. Lund                   | Poul Godske                      | -                                            | -                                | -                                | -                                |
| 1982 | Flemming Jensen                  | Carl-Erik Sørensen               | Otto Francker                    | -                                            | -                                | -                                | -                                |
| 1983 | Lone Lau                         | Gaby Jeppesen & Jan Gustavsen    | James Price                      | -                                            | -                                | -                                | -                                |
| 1984 | Finn Nielsen                     | Ulrich Ravnbøl                   | Jørgen Storch                    | -                                            | -                                | -                                | -                                |
| 1985 | Thomas Eje                       | Jesper Kjær                      | Henrik Krogsgaard                | -                                            | -                                | -                                | -                                |
| 1986 | Lone Helmer                      | Martin Miehe-Renard              | Lars Fjeldmose                   | Kai Løvring                                  | -                                | -                                | -                                |
| 1987 | Søren Østergaard                 | Flemming Jensen                  | Holger Laumann                   | Grethe Sønck                                 | -                                | -                                | -                                |
| 1988 | Poul Glargaard                   | Arne Forchhammer                 | Morten Wedendahl                 | Erik Paaske / John Martinus                  | -                                | -                                | -                                |
| 1989 | Anthony Michael                  | Ann Mariager                     | Lars Fjeldmose                   | Britt Bendixen / Balletten                   | -                                | -                                | -                                |
| 1990 | Søs Egelind                      | Adam Price                       | Bent Lundgaard                   | Karen Lykkehus                               | -                                | -                                | -                                |
| 1991 | Max Hansen                       | Jesper Malmose                   | John Uldall                      | Louis Miehe-Renard                           | -                                | -                                | -                                |
| 1992 | Donald Andersen                  | Søs Egelind/Kirsten Lehfeldt     | Henrik Krogsgaard                | Erik Leth                                    | -                                | -                                | -                                |
| 1993 | Niels Olsen                      | Henrik Lykkegaard                | Anne Dorte Michelsen             | Marguerite Viby                              | -                                | -                                | -                                |
| 1994 | Steen Stig Lommer                | Jacob Morild                     | Morten Wedendahl                 | Ove Sprogøe                                  | -                                | -                                | -                                |
| 1995 | Ditte Gråbøl                     | Leif Maibom                      | Østjysk Musikforsyning           | Ida og Bent From                             | -                                | -                                | -                                |
| 1996 | Henrik Lykkegaard                | René Vase                        | James Price                      | Birgitte Reimer                              | -                                | -                                | -                                |
| 1997 | Niels Ellegaard                  | René Vase & Jannik Fuglsang      | Dorthe Andersen                  | Poul Bundgaard                               | -                                | -                                | -                                |
| 1998 | Pernille Schrøder                | Chresten Speggers-Simonsen       | Fini Høstrup                     | Poul Godske                                  | -                                | -                                | -                                |
| 1999 | Thomas Mørk                      | Simon Rosenbaum                  | Søren Jensen                     | Bodil Udsen                                  | -                                | -                                | -                                |
| 2000 | Ina-Miriam Rosenbaum             | Leif Maibom                      | Jens Krøyer                      | Ulf Pilgaard                                 | -                                | -                                | -                                |
| 2001 | Gunvor Reynberg                  | Leif Fabricius                   | Morten Wedendahl                 | Lisbet Dahl                                  | -                                | -                                | -                                |
| 2002 | Niels Ellegaard                  | Carl-Erik Sørensen               | Lars Fjeldmose                   | Claus Ryskjær                                | -                                | -                                | -                                |
| 2003 | Ditte Hansen                     | Gaby Jeppesen                    | Jens Krøyer                      | Per Pallesen                                 | -                                | -                                | -                                |
| 2004 | Claus Ryskjær                    | Jacob Morild                     | James Price                      | Jytte Abildstrøm                             | -                                | -                                | -                                |
| 2005 | Asger Reher                      | Flemming Jensen                  | Thomas Pakula                    | Jesper Klein                                 | Nykøbing F. Revyen               | -                                | -                                |
| 2006 | Ulf Pilgaard                     | René Vase og Jannik Fuglsang     | Fini Høstrup                     | Carl-Erik Sørensen                           | Bornholmerrevyen                 | -                                | -                                |
| 2007 | Gordon Kennedy                   | Carl-Erik Sørensen               | Mickey Holm-Pless                | Flemming Jensen                              | Cirkusrevyen                     | -                                | -                                |
| 2008 | Jan Schou                        | René Vase og Jannik Fuglsang     | Keld Haaning Ibsen               | Simon Rosenbaum                              | Sønderborg Sommer Revy           | -                                | -                                |
| 2009 | Rasmus Krogsgaard                | René Vase & Jannik Fuglsang      | Henrik “Baloo” Andersen          | Dario Campeotto                              | Nykøbing F. Revyen               | -                                | -                                |
| 2010 | Tom Jensen                       | Jacob Morild                     | Jens Krøyer                      | Grethe Mogensen                              | Cirkusrevyen                     | Vibe Pock-Steen                  | -                                |
| 2011 | Vicki Berlin                     | Carl-Erik Sørensen               | Mickey Holm-Pless                | Ulla Jessen                                  | Hjørring Revyen                  | Susanne Breuning                 | -                                |
| 2012 | Ulf Pilgaard                     | Jacob Morild                     | Henrik ”Baloo” Andersen          | Tommy Kenter                                 | DragsholmRevyen                  | Tage Frandsen                    | -                                |
| 2013 | Mette K. Madsen                  | Carl-Erik Sørensen               | Peter Bom                        | Bente Eskesen                                | Nykøbing F. Revyen               | Gert Pedersen                    | -                                |
| 2014 | Bodil Jørgensen                  | René Vase og Jannik Fuglsang     | James Price                      | Niels Olsen                                  | Nykøbing F. Revyen               | Renè Vinther                     | Silas Holst                      |
| 2015 | Anne Herdorf                     | René Vase og Jannik Fuglsang     | Thomas Pakula                    | Ernst Trillingsgaard                         | Ganløse Revyen                   | Mads Nørby                       | Paw Henriksen                    |
| 2016 | Pernille Schrøder                | Rasmus Krogsgaard                | Jens Krøyer                      | Susanne Breuning                             | Kerteminderevyen                 | Jacob Dahl                       | Lise Baastrup                    |
| 2017 | Anne Karin Broberg               | Trine Gadeberg                   | Henrik ”Baloo” Andersen          | Max Hansen                                   | Sønderborg Sommer Revy           | Hanne Bjørnskov                  | Carsten Svendsen                 |
| 2018 | Trine Gadeberg                   | Ib Christoffersen                | Mickey Pless                     | Leif Maibom                                  | Cirkusrevyen                     | Henrik Børgesen                  | Merete Mærkedahl                 |
| 2019 | Henrik Koefoed                   | Jakob Fauerby                    | Christian Berg                   | Flemming Krøll                               | Nykøbing F. Revyen               | Kirsten Brink                    | Kasper Le Fevre                  |
| 2020 | Aflyst pga. coronaviruspandemien | Aflyst pga. coronaviruspandemien | Aflyst pga. coronaviruspandemien | Aflyst pga. coronaviruspandemien             | Aflyst pga. coronaviruspandemien | Aflyst pga. coronaviruspandemien | Aflyst pga. coronaviruspandemien |
| 2021 | Aflyst pga. coronaviruspandemien | Aflyst pga. coronaviruspandemien | Aflyst pga. coronaviruspandemien | Aflyst pga. coronaviruspandemien             | Aflyst pga. coronaviruspandemien | Aflyst pga. coronaviruspandemien | Aflyst pga. coronaviruspandemien |
| 2022 | Bente Eskesen                    | Leif Maibom                      | Morten Wedendahl                 | Torben "Træsko" Pedersen og Susanne Pedersen | Nykøbing F. Revyen               | Claus Wolter                     | Joakim Lind Graae Tranberg       |
| 2023 | Bodil Jørgensen                  | Carl-Erik Sørensen               | Johann Gustav                    | Jan Schou                                    | Cirkusrevyen                     | Sanne Falk                       | Teit Samsø                       |
| 2024 | Henrik Koefoed                   | Mille Berg                       | Thomas Pakula                    | Pernille Schrøder                            | Rottefælden                      | Jytte Shapley                    | Mikkel Becker Hilgart            |

### Flest priser
Årets Dirch
Bodil Jørgensen, Henrik Koefoed, Jan Schou, Niels Ellegaard, Pernille Schrøder og Ulf Pilgaard har alle vundet Årets Dirch 2 gange.
Årets revyforfatter
- René Vase har vundet prisen 7 gange; én gang alene og 6 gange sammen med Jannik Fuglsang
- Carl-Erik Sørensen har vundet prisen 5 gange
- Jacob Morild har vundet 4 gange

Årets komponist
James Price og Jens Krøyer har begge vundet prisen fire gange.
Årets Revy
Nykøbing F. Revyen har vundet prisen seks gange
Flest priser
René Vase har vundet prisen Årets revyforfatter i 1996, 1997, 2006, 2008, 2009, 2014 og 2015. Kun i 1996 alene, ellers sammen med Jannik Fuglsang.
Flest kategorier
- Flemming Jensen har vundet priserne Årets Dirch (1982), Årets revyforfatter (1987 og 2005), Årets æreskunstner (2007).